# Junge Presse Niedersachsen
Die Junge Presse Niedersachsen (JPN) ist ein gemeinnütziger eingetragener Verein und als Zusammenschluss nichtkommerzieller und jugendeigener Medien in Niedersachsen tätig. Sie ist  Mitglied des Bundesverbands der Jugendpresse Deutschland.

## Aktivitäten
Schwerpunkt der Arbeit ist die Weiterbildung von medieninteressierten Jugendlichen und Jungmedienmachern im Alter zwischen 12 und 27 Jahren. Das Seminar- und Veranstaltungsprogramm reicht von Workshops zu Layout, Recherche und Schreibtechniken über Jugendmediencamps und Mobilen Akademien (MobAk's) an Schulen bis hin zu Seminaren zu aktuellen Themen aus Politik, Gesellschaft und Kultur. Der Dachverband Jugendpresse Deutschland e.V. (JPD) gibt hierfür einen Jugendpresseausweis heraus.
Im JPN-Journal werden Infos aus dem Verbandsleben und der Jugendmedienszene in Niedersachsen sowie Artikel und Fotos veröffentlicht, die bei den Seminaren und Auslandsreisen entstanden sind. Das Journal erscheint unregelmäßig.

## Jugendmediencamp Nordwest
Das Jugendmediencamp Nordwest ist ein Medienfestival für junge Medienmacher in Niedersachsen. Über Himmelfahrt findet es in Loxstedt bei Bremerhaven statt. Ungefähr 60 Jugendliche zwischen 14 und 27 Jahren können in verschiedenen Workshops kreativ werden und gleichzeitig ihren medialen Horizont erweitern. Vorerfahrungen im Umgang mit Medien sind nicht notwendig. Es umfasst Workshops, Diskussionen, Kunstpausen und ein Bühnenprogramm am Abend sowie Lagerfeuer an jedem Abend.

## Unzensiert-Wettbewerb
Unzensiert ist ein Wettbewerb für Print- und Online-Schülerzeitungen in Niedersachsen. Der Wettbewerb wählt die besten Zeitungen und Blogs an niedersächsischen Schulen aus.